# Tenri
Tenri (jap. 天理市, -shi, wörtlich: Naturgesetz, himmlische Vernunft) ist eine Stadt in Japan in der Präfektur Nara in Japan.

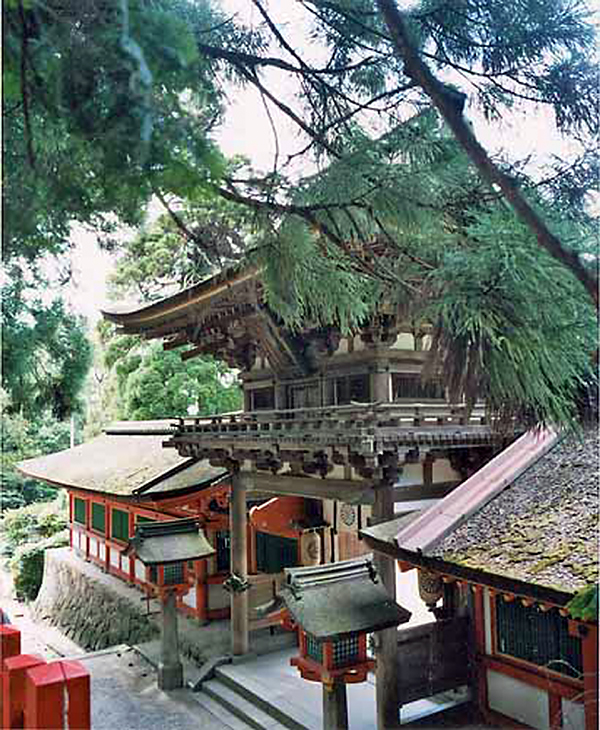
Tor am Isonokami-jingū

Der Isonokami-Schrein, ein Shintō-Schrein mit religiöser, historischer und künstlerischer Bedeutung, steht in Tenri.
Das spirituelle Zentrum der Tenri-Religion befindet sich auch in Tenri und prägt das Stadtbild. In der Innenstadt zwischen Bahnhof und Haupttempel sieht man überwiegend Personen in der uniformähnlichen Hapi-Bekleidung der Religion mit der Aufschrift „Tenrikyo“. In Bereichen der Stadt sind Lautsprechersysteme installiert, die täglich um 14 Uhr die Tenrikyomusik spielen; daraufhin unterbrechen die Gläubigen ihre Handlungen und beginnen mit einer für Außenstehende unerwarteten religiösen Bewegungsfolge. Die Stadt Tenri stellt sich auch selbst auf ihrer japanischen Webseite als „Stadt des Tenrikyō“ dar.
Die Stadt ist Sitz einer großen privaten Universität, der Tenridai und der dazugehörigen Bibliothek, die eine Vielzahl alter Dokumente, sechs Nationalschätze und Wichtige Kulturgüter beherbergt.
Die Firma Sharp hat ein größeres Werk bei Tenri.

## Geschichte
Die Stadt wurde in der heutigen Form am 1. April 1954 gegründet.

## Verkehr
- Zug
  - Kintetsu Tenri-Linie

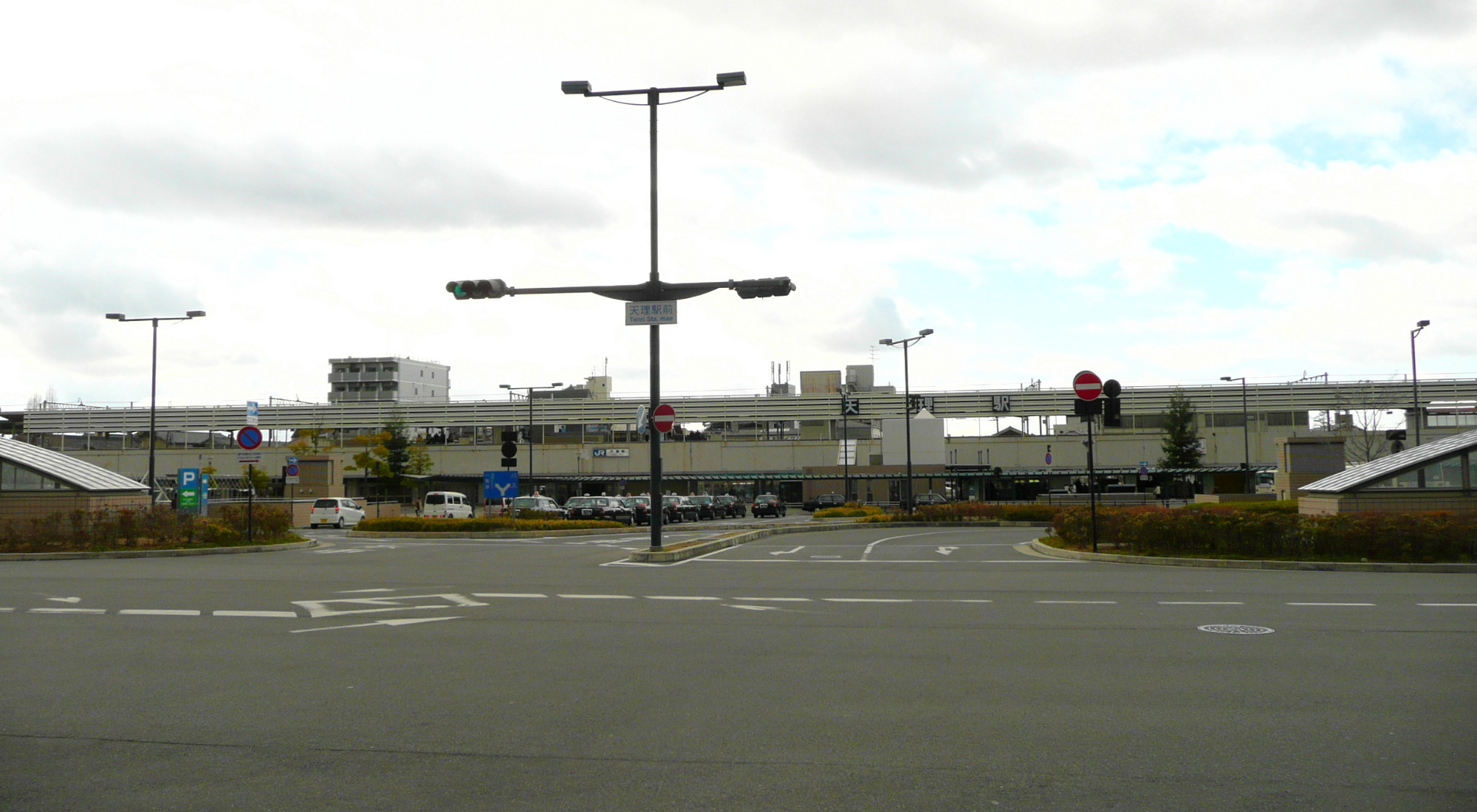
Bahnhof Tenri

  - Japan Railways (JR) Sakurai-Linie
- Straße
  - Nishimeihan-Autobahn
  - Nationalstraße 24, 25, 169

## Angrenzende Städte und Gemeinden
- Nara
- Sakurai
- Yamatokoriyama
- Kawanishi
- Miyake
- Tawaramoto